# Acesta oophaga
Acesta oophaga is een tweekleppigensoort uit de familie van de Limidae. De wetenschappelijke naam van de soort is voor het eerst geldig gepubliceerd in 2007 door Järnegren, Schander & Young.